# Taraxacum lucidum
Taraxacum lucidum — вид квіткових рослин з родини айстрових (Asteraceae). Ареал: Естонія, Латвія, Бельгія, Чехія, Словаччина, Данія, Фінляндія, Німеччина, Велика Британія, Нідерланди, Норвегія, Польща, Іспанія, Швеція, Україна; це багаторічна рослина помірних біомів.
Зустрічається на вологих луках.
Основні діагностичні ознаки цього таксону: листки товсті, середньо-зелені з невеликою кількістю загнутих, середньо-гострих бічних часток, їхні верхні краї сильно зубчасті, нижні краї зазвичай цілі, кінцеві частки великі, тупі; черешки зазвичай бліді зовні та яскраво-пурпурові всередині, внутрішні листки з обох боків пурпурові, крилаті; зовнішні приквітки великі яйцеподібні понад 5 мм завширшки і 12–13 мм завдовжки, прямовисні або розташовані горизонтально, з чітким краєм; квіткова голова опукла, у діаметрі ≈ 55 мм.